# Coleophora sodae
Coleophora sodae é uma espécie de mariposa do gênero Coleophora pertencente à família Coleophoridae.